# Tasmanoonops inornatus
Tasmanoonops inornatus är en spindelart som beskrevs av Hickman 1979. Tasmanoonops inornatus ingår i släktet Tasmanoonops och familjen Orsolobidae.
Artens utbredningsområde är Tasmanien. Inga underarter finns listade i Catalogue of Life.